# 9993 Kumamoto
A 9993 Kumamoto (ideiglenes jelöléssel 1997 VX5) a Naprendszer kisbolygóövében található aszteroida. J. Kobayashi fedezte fel 1997. november 6-án.